# Aega stevelowei
Aega stevelowei är en kräftdjursart som beskrevs av Bruce 2009. Aega stevelowei ingår i släktet Aega och familjen Aegidae. Inga underarter finns listade i Catalogue of Life.